# Gigantoporidae
Famille
Gigantoporidae  est une famille d'ectoproctes de l'ordre Cheilostomatida.

## Liste des genres
Selon World Register of Marine Species (21 mars 2016) :
- genre Barbadiopsis Winston & Woollacott, 2009
- genre Cosciniopsis Canu & Bassler, 1927
- genre Gephyrophora Busk, 1884
- genre Gigantopora Ridley, 1881